# عبد المجيد سعيد العاني
عبد المجيد سعيد العاني هو قائد عسكري وسياسي عراقي سابق.
تخرج من الكلية العسكرية العراقية في الدورة السابعة عشرة التي التحقت في 19 شباط 1938 وتخرجت في 7 أيار 1939.
شغل منصب وزير التربية والتعليم في وزارة طاهر يحيى الثانية سنة 1964، ثم وزير المواصلات في وزارة طاهر يحيى الثالثة (1964-1965).